# Vincent Chevilliard
Vincent Chevilliard, né le 19 juillet 1841 à Frascati et mort le 9 octobre 1904 à Paris, est un peintre français.

## Biographie
Vincent Jean Baptiste Chevilliard nait en Italie de parents français, il est le fils de Jean Étienne Martin Chevilliard et de Louise Marie Félix Botti.
Élève de Tirinelli, d'Alexandre Cabanel et de François Édouard Picot, il expose au Salon de 1865 à 1905. Il obtient une mention honorable en 1889 et une médaille de troisième classe en 1891.
Il meurt célibataire à son domicile du quai de la Tournelle à l'âge de 63 ans. Il est inhumé au cimetière d'Héricy.

## Œuvres dans les collections publiques
- Australie :
  - Adélaïde, Galerie d'art d'Australie-Méridionale : Avant la procession[7]
- France :
  - Reims, musée des Beaux-Arts : Ce Molière ![8]
  - Semur-en-Auxois, musée : Le chemin de la Belle-Marie, à Barbizon, en hiver[9],[10],[11]
- Royaume-Uni :
  - Aberdeen, Aberdeen Art Gallery & Museums : Conversation[12]
  - Londres, Victoria and Albert Museum : L'histoire du curé : deux prêtres assis à une table[13]
- Russie :
  - Saint-Pétersbourg, musée de l'Ermitage : Maigre !! (ou La Cuisine)[14]
- Suède :
  - Stockholm, Nationalmuseum : La Fin du Carême[15]

## Œuvres exposées aux Salons parisiens
- Une malade, au Salon de 1865
- Jeune paysanne italienne, au Salon de 1865
- Tranquillité ; paysage, au Salon de 1867
- Paysage, au Salon de 1867
- Dans les gorges de Rochefort, au Salon de 1868
- "A d’autres !", au Salon de 1869
- Une fileuse, au Salon de 1870
- Nut ; chien anglais, au Salon de 1870
- La toilette, au Salon de 1872
- Le chemin de la Belle-Marie, à Barbizon, en hiver, au Salon de 1873
- Intérieur d'église, au Salon de 1877
- "Votre très-humble serviteur", au Salon de 1877
- La lettre de Lourdes, au Salon de 1880
- Tout ça !..., au Salon de 1880
- Le lion et le moucheron, au Salon de 1881
- L’hygiène, au Salon de 1881
- Entr’acte, au Salon de 1882
- Avant la procession, au Salon de 1884
- Fin de carême, au Salon de 1885
- "Sainte Cécile, priez pour lui !", au Salon de 1886
- "Il n'y a que la foi qui sauve", au Salon de 1887
- Tranquillité, au Salon de 1888
- Délivré !, au Salon de 1888
- Pour un baptême, au Salon de 1889
- Un artiste, au Salon de 1889
- Une restauration, au Salon de 1890
- Une répétition, au Salon de 1891
- Fâcheux contretemps, au Salon de 1892
- La becquée, au Salon de 1892
- Un instant de repos, au Salon de 1893
- Dimanche matin, au Salon de 1893
- Il dîne au château, au Salon de 1895
- Un mélomane[16], au Salon de 1898
- Dernier toast, au Salon de 1903
- Du sévère au plaisant, au Salon de 1904
- Une conscience tranquille, au Salon de 1904
- Illusions perdues, au Salon de 1905
- Préparatifs, au Salon de 1905

## Élèves
- Eugène Delamain (1874-1914)
- Gustave Barrier (1870-1953)
- Jean-Charles Chabrié (1842-1897)